# Doors (Unix)
Doors (с англ. — «двери») — механизм межпроцессного взаимодействия, используемый в ряде операционных систем семейства Unix, разновидность функционального вызова.
Разработан корпорацией Sun Microsystems для операционной системы Spring, затем реализован в Solaris в версии 2.5 как недокументированный внутренний интерфейс. Документирован в Solaris 2.6, хотя Sun считала Doors API экспериментальным. В последующих версиях Solaris механизм используется достаточно широко, в частности, в nscd (name service cache daemon) и syslog.
Механизм был портирован в Linux, доступен в системах с ядрами 2.4.18 и новее.